# کیوان رفیعی
کیوان رفیعی فعال حقوق بشر، زندانی عقیدتی سابق در ایران  مجموعه فعالان حقوق بشر در ایران است.

## مقدمه
کیوان رفیعی، فعال حقوق بشر و زندانی عقیدتی سابق است که به دلیل فعالیت‌های خود از سال ۱۳۸۲ تا کنون جمعاً شش بار بازداشت و چندین سال را در زندانهای مختلف سپری کرده‌است. مجموعه فعالان حقوق بشر در ایران محسوب می‌شود.

## فعالیت‌ها و بازداشت‌ها
کیوان رفیعی برای نخستین بار به دلیل اعتراض و اختلال در مراسم مربوط به انتخابات خبرگان رهبری در شهر گرگان در استان گلستان و آنچه که توهین به نماینده رهبری و ریاست دانشگاه آزاد این شهر تلقی شد توسط اداره اطلاعات این شهر بازداشت و مدت ۱۳ روز را در بازداشتگاه اداره اطلاعات به‌سر برد، وی سرانجام آزاد ولی امکان ادامه تحصیل و بازگشت به دانشگاه را نیافت. رفیعی در ادامه فعالیت‌های خود در سال ۱۳۸۳ در جریان سالگرد اعتراضات دانشجویی ۱۸ تیر بازداشت شد و مدت یکماه را در بازداشت موقت در بند ۲۰۹ وزارت اطلاعات در زندان اوین سپری کرد و سرانجام با قید کفالت آزاد شد. کیوان رفیعی در ۲ خرداد ۸۴ درحالی‌که کمتر از یکسال از آخرین بازداشت وی می‌گذشت به دلیل فعالیت‌های تبلیغی با هدف تحریم انتخابات دوره نهم ریاست جمهوری که بعدها به روی کار آمدن محمود احمدی‌نژاد برای نخستین دوره منتهی شد بازداشت شد، وی در این دوره بازداشت که اکثر زمان آن را در سلولهای انفرادی سپری کرده بود مدت هفت ماه در بند ۲۰۹ وزارت اطلاعات در زندان اوین به‌سر برد و نهایتاً با قید وثیقه تا زمان برگزاری دادگاه آزاد شد. اتهاماتی که بعدها در دادگاه با یکسال حبس که به مدت سه سال تعلیق شده بود خاتمه یافت.
برای چهارمین مرتبه، این فعال حقوق بشر تنها چند روز پس از آزادی از حبس در سالگرد ۱۶ آذر در مقابل دانشگاه تهران بازداشت شد، این بازداشت کوتاه مدت با اخذ کفالت در همان شب به پایان رسید.
کیوان رفیعی در ابتدای سال ۱۳۸۵ «مجموعه فعالان حقوق بشر در ایران» را بنیان گذاشت، با اینحال تنها چند ماه پس از آغاز به کار این نهاد در ۱۱ اردیبهشت ماه همان سال در حاشیه شرکت در تجمع اعتراضی کارگران سندیکای اتوبوسرانی تهران در روز جهانی کارگر توسط پلیس امنیت بازداشت شد، وی در زمان بازداشت و پس از آن توسط نیروی انتظامی مورد ضرب و شتم قرار گرفت، آقای رفیعی با ارائه یک اسم غیر واقعی و با قید ضمانت در کنار سایر بازداشت شدگان این واقعه از بازداشتگاه پلیس امنیت آزاد گردید.
آقای رفیعی در آخرین سابقه بازداشت خود در ۱۸ تیرماه ۱۳۸۵ تحت عنوان پیشگیری از جرم که اشاره مشخصی به سیاست وزارت اطلاعات برای بازداشت افراد سابقه دار از بیم سازماندهی و شرکت در اعتراضات دارد در مقابل دانشگاه تهران بازداشت شد. وی سپس به بند ۲۰۹ زندان اوین منتقل شد و علی‌رغم اینکه اتهام مشخصی علیه او مطرح نبود مدت ۱۸۳ روز را در سلولهای انفرادی سپری کرد، وی پس از این مدت به سلولهای عمومی و سایر بندهای زندان اوین منتقل شد، این فعال حقوق بشر سرانجام پس از گذشت ۱۵ ماه از زمان بازداشت توسط قاضی صلواتی به اتهام اقدام علیه امنیت ملی محکوم شد و با توجه به احتساب ایام بازداشت در اول دی ماه ۱۳۸۶ از زندان آزاد گردید. وی پس از آزادی از زندان در پی احضار مجدد به دادگاه انقلاب از ایران خارج شد و اکنون به عنوان پناهنده سیاسی در ایالات متحده آمریکا زندگی می‌کند. 